# Chauché
Chauché est une commune française située dans le département de la Vendée en région Pays de la Loire.

## Géographie
Le territoire municipal de Chauché s’étend sur 4 189 hectares. L’altitude moyenne de la commune est de 78 mètres, avec des niveaux fluctuant entre 49 et 101 mètres,.
| Les Brouzils La Copechagnière                  | La Rabatelière Chavagnes-en-Paillers |                                 |
| Saint-Denis-la-Chevasse                        | Chauché                              | Saint-André-Goule-d'Oie         |
| Dompierre-sur-Yon Boulogne (Essarts en Bocage) |                                      | Les Essarts (Essarts en Bocage) |

### Climat
Pour des articles plus généraux, voir Climat des Pays de la Loire et Climat de la Vendée.
En 2010, le climat de la commune est de type climat océanique altéré, selon une étude du CNRS s'appuyant sur une série de données couvrant la période 1971-2000. En 2020, Météo-France publie une typologie des climats de la France métropolitaine dans laquelle la commune est exposée à un climat océanique et est dans la région climatique  Bretagne orientale et méridionale, Pays nantais, Vendée, caractérisée par une faible pluviométrie en été et une bonne insolation. 
Pour la période 1971-2000, la température annuelle moyenne est de 11,9 °C, avec une amplitude thermique annuelle de 14,2 °C. Le cumul annuel moyen de précipitations est de 844 mm, avec 12,3 jours de précipitations en janvier et 6,5 jours en juillet. Pour la période 1991-2020, la température moyenne annuelle observée sur la station météorologique de Météo-France la plus proche, « St-Fulgent_sapc », sur la commune de Saint-Fulgent à 8 km à vol d'oiseau, est de 12,6 °C et le cumul annuel moyen de précipitations est de 815,9 mm,. Pour l'avenir, les paramètres climatiques de la commune estimés pour 2050 selon différents scénarios d'émission de gaz à effet de serre sont consultables sur un site dédié publié par Météo-France en novembre 2022.

## Urbanisme

### Typologie
Au 1er janvier 2024, Chauché est catégorisée commune rurale à habitat dispersé, selon la nouvelle grille communale de densité à sept niveaux définie par l'Insee en 2022.
Elle est située hors unité urbaine et hors attraction des villes,.

### Occupation des sols
L'occupation des sols de la commune, telle qu'elle ressort de la base de données européenne d’occupation biophysique des sols Corine Land Cover (CLC), est marquée par l'importance des territoires agricoles (91,4 % en 2018), en diminution par rapport à 1990 (92,8 %). La répartition détaillée en 2018 est la suivante : 
terres arables (54,9 %), zones agricoles hétérogènes (31,2 %), prairies (5,3 %), forêts (4,7 %), zones urbanisées (3,9 %). L'évolution de l’occupation des sols de la commune et de ses infrastructures peut être observée sur les différentes représentations cartographiques du territoire : la carte de Cassini (XVIIIe siècle), la carte d'état-major (1820-1866) et les cartes ou photos aériennes de l'IGN pour la période actuelle (1950 à aujourd'hui).

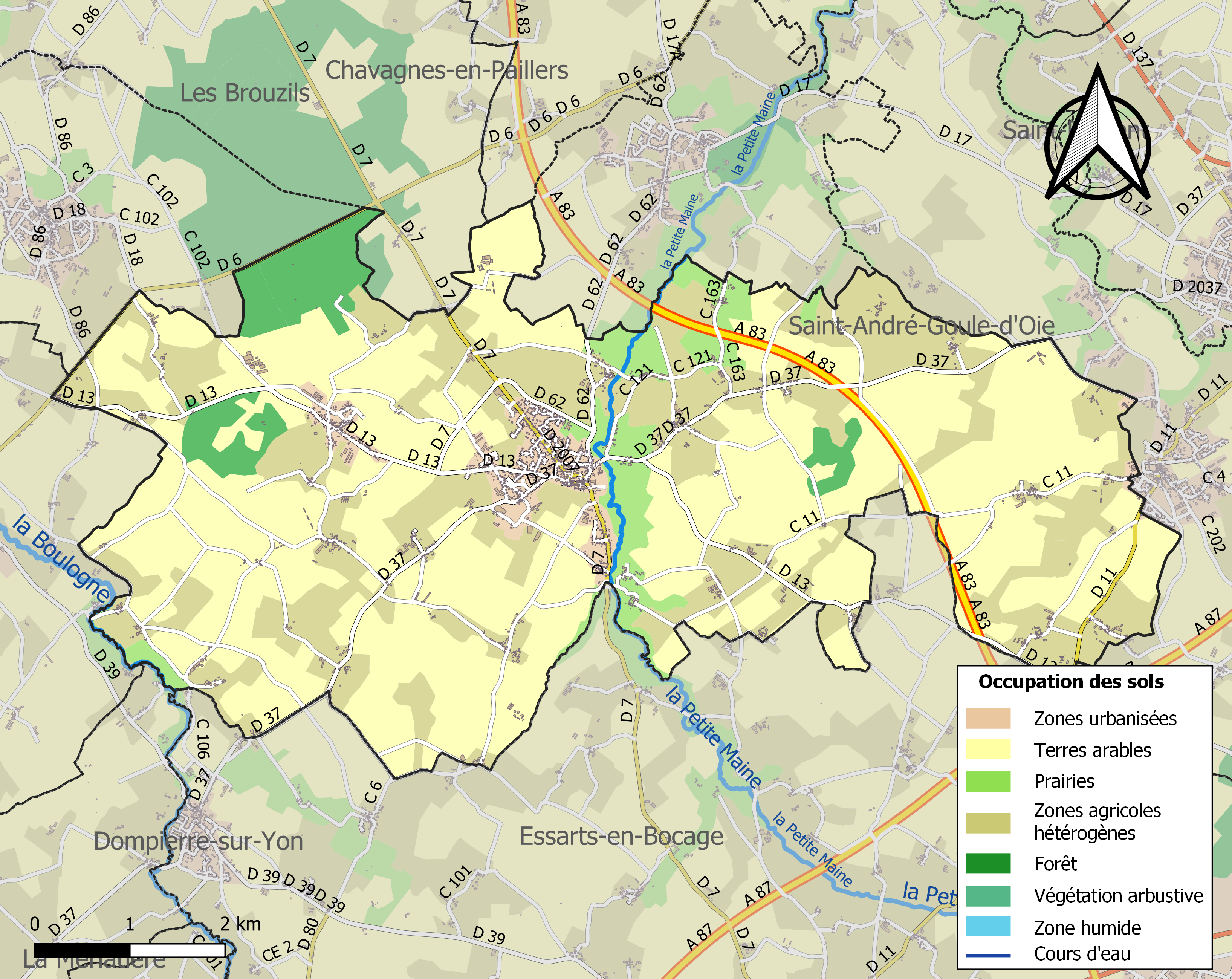
Carte des infrastructures et de l'occupation des sols de la commune en 2018 (CLC).

## Toponymie
En poitevin, la commune est appelée Chauchai.

## Histoire
Durant la première guerre de Vendée, le 2 février 1794, Charette met en fuite le général Joba et culbute le général La Chenaie à la bataille de Chauché, leur infligeant de lourdes pertes[réf. nécessaire]. Un odonyme local (impasse du Deux-Février-1794) rappelle cet événement.

### Héraldique
| Blason | Blasonnement : De sinople à la tour cousue de gueules, surmontée de l'inscription « CHAUCHÉ » en lettres capitales cousues de sable, au cadran solaire en triangle d'or mouvant de la pointe brochant sur la tour. |

## Population et société

### Démographie

#### Évolution démographique
L'évolution du nombre d'habitants est connue à travers les recensements de la population effectués dans la commune depuis 1800. Pour les communes de moins de 10 000 habitants, une enquête de recensement portant sur toute la population est réalisée tous les cinq ans, les populations de référence des années intermédiaires étant quant à elles estimées par interpolation ou extrapolation. Pour la commune, le premier recensement exhaustif entrant dans le cadre du nouveau dispositif a été réalisé en 2008.

En 2022, la commune comptait 2 559 habitants, en évolution de +3,06 % par rapport à 2016 (Vendée : +5,33 %, France hors Mayotte : +2,11 %).
| 1800  | 1806  | 1821  | 1831  | 1836  | 1841  | 1846  | 1851  | 1856  |
| ----- | ----- | ----- | ----- | ----- | ----- | ----- | ----- | ----- |
| 1 445 | 1 165 | 1 474 | 1 499 | 1 521 | 1 553 | 1 771 | 1 849 | 1 962 |

| 1861  | 1866  | 1872  | 1876  | 1881  | 1886  | 1891  | 1896  | 1901  |
| ----- | ----- | ----- | ----- | ----- | ----- | ----- | ----- | ----- |
| 1 980 | 2 020 | 2 003 | 2 071 | 2 167 | 2 241 | 2 372 | 2 356 | 2 367 |

| 1906  | 1911  | 1921  | 1926  | 1931  | 1936  | 1946  | 1954  | 1962  |
| ----- | ----- | ----- | ----- | ----- | ----- | ----- | ----- | ----- |
| 2 310 | 2 285 | 2 008 | 1 955 | 2 004 | 2 013 | 2 012 | 1 928 | 1 826 |

| 1968  | 1975  | 1982  | 1990  | 1999  | 2006  | 2008  | 2013  | 2018  |
| ----- | ----- | ----- | ----- | ----- | ----- | ----- | ----- | ----- |
| 1 707 | 1 633 | 1 728 | 1 813 | 1 926 | 2 130 | 2 188 | 2 436 | 2 456 |

| 2022  | - | - | - | - | - | - | - | - |
| ----- | - | - | - | - | - | - | - | - |
| 2 559 | - | - | - | - | - | - | - | - |

#### Pyramide des âges
En 2018, le taux de personnes d'un âge inférieur à 30 ans s'élève à 35,7 %, soit au-dessus de la moyenne départementale (31,6 %). À l'inverse, le taux de personnes d'âge supérieur à 60 ans est de 23,0 % la même année, alors qu'il est de 31,0 % au niveau départemental.
En 2018, la commune comptait 1 254 hommes pour 1 202 femmes, soit un taux de 51,06 % d'hommes, largement supérieur au taux départemental (48,84 %).
Les pyramides des âges de la commune et du département s'établissent comme suit.
| Hommes | Classe d’âge | Femmes |
| ------ | ------------ | ------ |
| 0,5    | 90 ou +      | 2,0    |
| 6,1    | 75-89 ans    | 7,7    |
| 15,1   | 60-74 ans    | 14,6   |
| 21,2   | 45-59 ans    | 18,5   |
| 22,1   | 30-44 ans    | 20,7   |
| 15,1   | 15-29 ans    | 13,3   |
| 19,9   | 0-14 ans     | 23,1   |

| Hommes | Classe d’âge | Femmes |
| ------ | ------------ | ------ |
| 0,8    | 90 ou +      | 2,2    |
| 8,7    | 75-89 ans    | 11,1   |
| 20,3   | 60-74 ans    | 21,3   |
| 20     | 45-59 ans    | 19,4   |
| 17,5   | 30-44 ans    | 16,8   |
| 15     | 15-29 ans    | 13,2   |
| 17,7   | 0-14 ans     | 16,1   |

## Lieux et monuments
- Menhir de la Limouzinière : menhir classé au titre des monuments historiques en 1984[23].
- Reproduction de la grotte de Lourdes.
- Porche de la Boutarlière (XVIe siècle).
- Église Saint-Christophe.

## Environnement
Chauché a obtenu deux fleurs au Concours des villes et villages fleuris (palmarès 2007).